# Från Sverige till himlen
Från Sverige till himlen är en reportageserie i Sveriges Television. Ämnet är religion i Sverige och den första säsongen sändes under våren 2011. Programledare är Anna Lindman.

## Ämnen
Programmet sändes i fyra säsonger om åtta program vardera. Totalt är det 32 program i serien.
Under den första säsongen handlade första delen om tibetansk buddhism, andra delen om chassidism, som är en väckelserörelse inom judendomen, tredje delen om forn sed, som är en beteckning på modern asatro, fjärde delen om en kristen klosterliknande gemenskap, femte delen om sufism, sjätte delen om santería, som är en synkretistisk religion från Kuba, sjunde delen om mormoner, och den åttonde delen om nordisk schamanism.
Under hösten 2011 sändes en andra säsong. Avsnitt ett handlade om Margitta som tillber Gudinnan eller Moder Jord, avsnitt två handlade om rastafari, avsnitt tre om sikhism, avsnitt fyra om rysk-ortodox kristendom, avsnitt fem om hare krishna, avsnitt sex om frikyrkoförsamlingen Arken, avsnitt sju om mandeism och i avsnitt åtta mötte vi den före detta knarkande Ulf som har hittat Jesus genom tolvstegsprogrammet.
Våren 2012 sändes tredje säsongen. Första avsnittet handlade om Shia, andra avsnittet om New Age, tredje avsnittet om hinduism, fjärde avsnittet om Frälsningsarmén, femte avsnittet om thaibuddhism, sjätte avsnittet om katolicism, sjunde avsnittet om judendom och åttonde avsnittet om samisk religion. Hösten 2014 sändes den fjärde säsongen.

### Fotnoter
1. ↑  ”Från Sverige till himlen”. Svensk mediedatabas. 30 mars 2011-. http://smdb.kb.se/catalog/search?q=%22Fr%C3%A5n+Sverige+till+himlen%22+typ%3Atv&sort=OLDEST. Läst 30 juli 2012.